# Indische Cricket-Nationalmannschaft in den West Indies in der Saison 1961/62
Die Tour der indischen Cricket-Nationalmannschaft auf die West Indies in der Saison 1961/62 fand vom 16. Februar bis zum 18. April 1962 statt. Die internationale Cricket-Tour war Bestandteil der Internationalen Cricket-Saison 1961/62 und umfasste fünf Tests. Die West Indies gewannen die Serie mit 5–0.

## Vorgeschichte
Indien bestritt zuvor eine Tour gegen England, für die West Indies war es die erste Tour der Saison.
Das letzte Aufeinandertreffen der beiden Mannschaften bei einer Tour fand in der Saison 1958/59 in Indien statt.

## Stadien
Die folgenden Stadien wurden für die Tour als Austragungsort vorgesehen.
| Stadt         | Land                | Stadion           | Kapazität | Spiele       |
| ------------- | ------------------- | ----------------- | --------- | ------------ |
| Bridgetown    | Barbados            | Kensington Oval   | 11.000    | 3. Test      |
| Kingston      | Jamaika             | Sabina Park       | 20.000    | 2. & 5. Test |
| Port of Spain | Trinidad und Tobago | Queen’s Park Oval | 25.000    | 1. & 4. Test |

## Kaderlisten
Die Mannschaften benannten die folgenden Kader.
| Test | Test |
| West Indies | Indien |
| --- | --- |
| - Frank Worrell (K) - David Allan (wk) - Lance Gibbs - Wes Hall - Jackie Hendriks (wk) - Conrad Hunte - Rohan Kanhai - Lester King - Easton McMorris - Ivor Mendonca (wk) - Seymour Nurse - Willie Rodriguez - Cammie Smith - Garry Sobers - Joe Solomon - Charlie Stayers - Alf Valentine - Chester Watson | - Nari Contractor (K) - Nawab of Pataudi (VK) - Chandu Borde - Ramakant Desai - Salim Durani - Farokh Engineer (wk) - Motganhalli Jaisimha - Budhi Kunderan (wk) - Vijay Manjrekar - Vijay Mehra - Bapu Nadkarni - Erapalli Prasanna - Vasant Ranjane - Dilip Sardesai - Rusi Surti - Polly Umrigar |

## Tests

### Erster Test in Port of Spain
| 16. – 20. Februar Scorecard | Port of Spain | Indien 203 (73.3) & 98 (50.5)      | – | West Indies 289 (113.2) & 15-0 (1.4) |
|                             |               | West Indies gewinnt mit 10 Wickets |   |                                      |

Indien gewann den Münzwurf und entschied sich als Schlagmannschaft zu beginnen.

### Zweiter Test in Kingston
| 7. – 12. März Scorecard | Kingston | Indien 395 (141) & 218 (84.5)                     | – | West Indies 631-8d (217.4) |
|                         |          | West Indies gewinnt mit einem Innings und 18 Runs |   |                            |

Indien gewann den Münzwurf und entschied sich als Schlagmannschaft zu beginnen.

### Dritter Test in Bridgetown
| 23. – 28. März Scorecard | Bridgetown | Indien 258 (89.1) & 187 (185.3)                   | – | West Indies 475 (241.3) |
|                          |            | West Indies gewinnt mit einem Innings und 30 Runs |   |                         |

Die West Indies gewannen den Münzwurf und entschieden sich als Schlagmannschaft zu beginnen.

### Vierter Test in Port of Spain
| 4. – 9. April Scorecard | Port of Spain | West Indies 444-9d (176) & 176-3 (101) | – | Indien 197 (80.3) & 422 (f/o) |
|                         |               | West Indies gewinnt mit 7 Wickets      |   |                               |

Die West Indies gewannen den Münzwurf und entschieden sich als Schlagmannschaft zu beginnen.

### Fünfter Test in Kingston
| 13. – 18. April Scorecard | Kingston | West Indies 253 (76.2) & 283 (88) | – | Indien 178 (67.2) & 235 (104.5) |
|                           |          | West Indies gewinnt mit 123 Runs  |   |                                 |

Die West Indies gewannen den Münzwurf und entschieden sich als Schlagmannschaft zu beginnen.